# Castlevania: The Dracula X Chronicles
Castlevania: The Dracula X Chronicles är ett datorspel till Playstation Portable. Spelet utvecklades och distribuerades av Konami och släpptes i Europa i januari 2008.
Spelet är en remake av Castlevania: Rondo of Blood och inkluderar originalversionen och den kronologiska uppföljaren Castlevania: Symphony of the Night.

## Karaktärer
Huvudpersonerna är Richter Belmont och Maria Renard, som först sågs tillsammans i spelet Castlevania: Rondo of Blood. De var också med i Castlevania: Symphony of the Night och finns tillgängliga att använda i Castlevania: Portrait of Ruin, dock först efter att man klarat spelet. Båda två är extremt skickliga vampyrjägare.
Richters vapen är en "Vampire Killer"; en unik piska för Belmontfamiljen, medan Maria tar hjälp av olika typer av djur som hon har vid sin sida.